# Sonia Pereira
Sonia Pereira (São Vicente, Kaapverdië, 7 januari 1972) is een Nederlands paragnoste, medium, televisiepresentatrice en actrice.

## Loopbaan
Pereira werd geboren op de Kaapverdische Eilanden, maar verhuisde toen zij anderhalf jaar oud was naar Nederland. Van 2006 tot 2008 was zij presentatrice van het homeshoppingprogramma Astro TV dat wordt uitgezonden op SBS6 en Net5. Sinds 2009 presenteert Sonia Pereira Astro TV samen met meerdere presentatrice's/ mediums. Naast haar televisiewerk heeft zij een eigen praktijk als medium in Amsterdam, waarin zij diverse consulten en cursussen geeft in bloesemremedies, channeling, kaartlegging en transformatiecoaching.
Naast haar werk als paragnost en medium, heeft zij diverse theateropleidingen gevolgd en zingt zij in de groep Angelvoices met Marian Pijnaker van de band Tower.